# John Flanagan (atlet)
John Jesus Flanagan (9. ledna 1873 Kilbreedy – 3. června 1938 (ve věku 65 let) Kilmallock) byl americký atlet původem z Irska, trojnásobný olympijský vítěz v hodu kladivem.
Vyrůstal v Irsku, v roce 1896 emigroval do USA. Jako reprezentant této země startoval na olympiádě v Paříži v roce 1900, kde zvítězil v soutěži kladivářů a mezi diskaři skončil sedmý. O čtyři roky později na olympiádě v St. Louis obhájil vítězství mezi kladiváři, kromě toho byl druhý v hodu břemenem a čtvrtý v hodu diskem. Třetí olympijské vítězství v soutěži kladivářů vybojoval v Londýně v roce 1908. Zlepšil přitom svůj osobní rekord (a neoficiální světový rekord) na 51,92 m. V letech 1895 až 1905 Celkem čtrnáctkrát vylepšil nejlepší světový výkon v hodu kladivem – nejdále na 56,19.
V letech 1903 až 1910 pracoval jako policista v New Yorku, poté se vrátil do Irska, kde později zemřel.